# Sanaga
Sanaga – rzeka w Kamerunie powstała z połączenia dwóch innych – Djérem i Lom. Ma około 890 km długości. Uchodzi do Atlantyku.